# بخش شتو-شینون
بخش شتو-شینون (به فرانسوی: Arrondissement de Château-Chinon) یک بخش در فرانسه است که در نی‌یور واقع شده‌است.